# Васьково (аэропорт)
Аэропорт Васько́во имени И.И. Черевичного (IATA: VKV, ICAO: ULAH) — аэропорт местных воздушных линий в Лисестровском сельском поселении Приморского района Архангельской области. На время ремонта взлетно-посадочной полосы аэропорта Талаги с 1 мая по ноябрь 2023 года используется также для межрегиональных рейсов (Москва, Санкт-Петербург, Мурманск, Череповец и др.).

## История
Аэропорт расположен в 12 км от центра Архангельска, рядом с посёлком Васьково. Основан в 1981 году. В основном обслуживает местные перевозки (в пределах Архангельской области). Численность персонала аэропорта 547 человек.
Являлся аэродромом совместного базирования (может использоваться военной авиацией). На аэродроме базировались:
- в период с 1 августа 1953 года по 1 апреля 1960 года 216-я Гомельская Краснознамённая ордена Суворова II степени истребительная авиационная дивизия и 518-й Берлинский ордена Суворова истребительный авиационный полк на самолётах МиГ-15бис и МиГ-17.
- с 1979 по 1994 год 359-й отдельный смешанный авиационный полк 10-й отдельной армии ПВО (6 Ми-8Т, 3 Ми-8МТ, 3 Ми-26, 3 Ан-12, 1 Ан-24, 8 Ан-26)
- с 1994 по 1998 год — 125-я отдельная транспортная эскадрилья (ОТАЭ) из состава 22-го корпуса ПВО.

На территории аэродрома базируется ОАО «2-й Архангельский объединённый авиаотряд».

## Принимаемые типыВС
Аэропорт принимает Ан-2, Ан-12, Ан-24, Ан-26, Л-410, Як-40 и др. типы ВС 3-4 класса, вертолёты всех типов. Максимальный взлётный вес воздушного судна 80 тонн. Классификационное число ВПП (PCN) 12/R/B/X/T.
В 2023 году, в связи с переводом межрегиональных рейсов из аэропорта Талаги, сертифицирован для приема Як-42, Ан-74, Embraer 170, АTR-72, Bombardier CRJ 100/200.

## Авиакомпании и направления

### Местные авиалинии
По состоянию на июнь 2023 года аэропорт Васьково обслуживает регулярные рейсы по следующим местным направлениям:

### Региональные авиалинии
С мая 2023 года до окончания реконструкции аэропорта Талаги аэропорт Васьково обслуживает следующие регулярные межрегиональные рейсы:

## Пассажирооборот и грузооборот
| Наименование показателя | 2014   | 2015   | 2016   | 2017   |
| Пассажиры, тыс. чел.    | 26,034 | 25,948 | 22,236 | 22,086 |
| Грузы, тонн             | 208,74 | 198,47 | 170,31 | 166,82 |
| Почта, тонн             | 122,54 | 112,20 | 103,43 | 101,76 |

## Транспортная доступность
Из Архангельска ходит автобус 110 от Морского речного вокзала. На период реконструкции ВПП в аэропорту «Талаги» запущен бесплатный безномерной автобус от Морского речного вокзала, который следует до аэропорта «Васьково» без остановок.